# Marc-Boris Saint-Maurice
 (mars 2011).
Si vous disposez d'ouvrages ou d'articles de référence ou si vous connaissez des sites web de qualité traitant du thème abordé ici, merci de compléter l'article en donnant les références utiles à sa vérifiabilité et en les liant à la section « Notes et références ».
Né le 15 février 1969, à Toronto, Marc-Boris Saint-Maurice est une personnalité politique et musicien canadien, qui milite depuis de nombreuses années pour la légalisation du cannabis, ainsi que pour faciliter l'accès à cette drogue pour des raisons de santé. Il vit à Montréal.

## Enfance
Son père était cadre chez Air Canada. Sa mère tenait une crèmerie à Rawdon, saisonnière, ouverte l’été. Un mois après sa naissance en Ontario, la famille est revenue à Montréal. Il a grandi dans l’arrondissement Saint-Laurent.
Il a étudié au collège Notre-Dame et a été membre de la chorale des Petits Chanteurs du Mont-Royal. Enfant de chœur, il  a chanté la messe les dimanche à l’oratoire Saint-Joseph quelques années.
Il ajoute Boris à son nom, lors d’un retour aux études, en secondaire cinq, dans une école alternative.
Au cégep Saint-Laurent, il commence en sciences pures, puis bifurque vers la musique. À dix-huit ans, il habite seul, ses parents habitant Singapour, pour des raisons professionnelles.

## Carrière musicale
Il s'est d'abord fait connaître au début des années 1990 comme bassiste du groupe punk Grimskunk.
En 1997, il est l'un des fondateurs de la maison de disques Indica.

## Cheminement politique
En 1991, Saint-Maurice se fait arrêter avec deux grammes de pot. Dans sa cellule, il se dit que ce n'est pas lui le problème, mais le système. Ça le porte à vouloir changer la loi. Il commence donc des recherches en ce sens, lisant notamment le livre Marijuana, Medecine and the Law, au sujet d'un groupe aux États-Unis qui avaient poursuivi le gouvernement pour avoir accès à du cannabis médical. Il s'attarde également au rapport Le Dain, publié en 1973, qui recommandait la légalisation du cannabis au Canada.
En 1998, il crée le Bloc Pot, un parti politique provincial québécois dont l'objectif principal est la décriminalisation, et éventuellement la légalisation complète de la marijuana. En 2000, il est le chef fondateur du Parti Marijuana, qui présente des candidats aux élections fédérales canadiennes.
Le 28 février 2005, Saint-Maurice quitte le Parti Marijuana pour devenir membre du Parti libéral du Canada, estimant que les chances d'arriver aux objectifs poursuivis par les deux partis pro-marijuana étaient meilleures dans le parti alors au pouvoir. Le mouvement pour la marijuana avait effectivement effectué quelques avancées sous le règne libéral, au tournant des années 2000, mais Paul Martin, successeur de Jean Chrétien au poste de premier ministre, avait fermé la porte à tout changement sur la question.
En 2009, Saint-Maurice participe aux élections municipales de la Ville de Montréal,. Il annonce sa candidature comme conseiller indépendant dans le district Jeanne-Mance, de l'arrondissement du Plateau-Mont-Royal, lors d'une conférence de presse donnée le 1er avril 2009. Dans son programme, il indique vouloir s'attaquer aux vols de vélos. Il propose également l'installation de toilettes publiques et la mise sur pied de sites d'injections supervisées.
En 2011, il participe à la campagne de Martin Cauchon, qui se présente dans Outremont contre Thomas Mulcair, du Nouveau Parti Démocratique.

## Résultats électoraux

### Élections provinciales (Québec)
- Lors de l'élection générale du 30 novembre 1998, Saint-Maurice termine 4e sur neuf candidats, avec 985 voix, soit 3 % du vote dans la circonscription de Mercier.
- Dans une élection partielle le 1er octobre 2001, Saint-Maurice termine 5e sur cinq candidats, récoltant 323 votes pour le Bloc Pot dans la circonscription de Jonquière, laissée vacante par le premier ministre démissionnaire Lucien Bouchard et remportée à cette occasion par Françoise Gauthier du Parti libéral du Québec.

### Élections fédérales (Canada)
- Le 11 septembre 2000, dans une élection partielle dans Okanagan-Coquihalla, en Colombie-Britannique, Saint-Maurice termine 6e sur 8 candidats avec 438 voix comme candidat indépendant. Stockwell Day est élu pour l'Alliance canadienne.
- Aux élections du 27 novembre 2000, Saint-Maurice termine en 4e place avec 2 156 voix pour le Parti Marijuana dans la circonscription de Laurier-Sainte-Marie (Québec), derrière Gilles Duceppe, chef du Bloc québécois, Jean-Philippe Côté, du PLC et Dylan Perceval-Maxwell du Parti Vert.
- Le 13 mai 2002, à l'occasion d'une partielle dans St-Léonard-St-Michel (Québec), St-Maurice récolte 197 voix et termine dernier pour le Parti Marijuana.
- Aux élections du 28 juin 2004, dans Lasalle-Émard (Québec), il termine 6e et dernier pour le Parti Marijuana avec 349 voix, dans la circonscription du premier ministre Paul Martin.

## Cannabis

### Spectacle pour la Ligue antiprohibitionniste du Québec (LAQ)
Dès 1993, il organise un spectacle-bénéfice pour renflouer la LAQ. Grismskunk et trois autres groupes jouent au Café Campus. Avec l'argent amassé, la LAQ s'est payée une ligne téléphonique.

### Entartrage en 2000
En 2000, il participe à une manifestation en faveur de la légalisation de la marijuana sur la colline parlementaire à Ottawa. Il s'entartre devant la statue d’Emily Murphy. Il est accusé de voie de fait contre un agent de la paix dans l'exercice de ses fonctions. La Gendarmerie Royale du Canada le livre à la police municipale d'Ottawa. Il reste 5 heures dans une cellule. Le 24 juin 2001, il est acquitté, en partie grâce à un citoyen de Vancouver qui avait filmé la scène d'entartrage. Il apparait alors que Saint-Maurice n'a pas visé l'agent de la paix en s'entartrant.

### Club Compassion
Saint-Maurice a également connu des démêlés avec la justice lorsqu'il était bénévole à temps plein au Club Compassion, un organisme qui fournit de la marijuana à des personnes gravement malades, sous présentation d'une attestation médicale. Le premier Club Compassion de Montréal, basé sur l'exemple de ceux de Toronto et de la Colombie-Britannique fut ouvert sur la rue Rachel, à Montréal, à proximité d'un poste de police.
À la suite d'une intervention policière, Saint-Maurice et son collègue Alexandre Néron furent accusés de possession et de trafic de stupéfiants. Les avocats plaidèrent que la législation canadienne laissait un vide juridique, autorisant certains individus à posséder du cannabis à des fins médicinales, mais ne fournissant pas le produit en question. Le Juge Gilles Cadieux a fait arrêter les procédures contre les deux hommes en décembre 2002.
Le 3 juin 2010, Marc-Boris Saint-Maurice ainsi qu'une vingtaine d'autres travailleurs et administrateurs des centres de distribution de cannabis médical du Québec ont été arrêtés lors d'une intervention policière coordonnée par le Procureur général du Québec. Tolérés par les forces de l'ordre depuis plus de 10 ans au Québec, ces interventions ont surtout été provoquées par les comportements inappropriés du centre Culture 420, non affilié aux centres dirigés par Marc-Boris St-Maurice,.

### Centre Compassion
En 2006, Saint-Maurice fonde seul le Centre Compassion, laissant tomber l'appellation Club Compassion. En 2008, il ouvre un Centre Compassion à Québec.